# 최재현 (1983년)
최재현(1983년 9월 28일 ~ )은 대한민국의 배우이다.

## 드라마
- (2019년) (TV조선) 《레버리지: 사기조작단》

## 영화
- (2012년) 《1999, 면회》 ... 상병 역
- (2013년) 《축구왕》 ... 해병팀 선수 역
- (2015년) 《돌연변이》 ... 폭로자 역
- (2016년) 《범죄의 여왕》
- (2017년) 《소공녀》 ... 현정 남편 역
- (2019년) 《타짜: 원 아이드 잭》 ... 지근덕 / 마귀 대역 역
- (2020년) 《히트맨》 ... 싸이먼부하 3 역
- (2023년) 《범죄도시3》 ... 노랑머리 역 (클럽 오렌지 직원) (천만영화)